# Brian Jelliman
Brian Jelliman (Aylesbury, 2 agosto 1952) è un tastierista, polistrumentista e compositore britannico noto per la sua militanza in band quali i Mandoki Soulmates, i Marillion, e nella band di Fish, nonché per la sua carriera solista.

## Biografia
Inizia la sua carriera come musicista itinerante, suonando per vari locali dell'area londinese, e nel 1979 si unisce alla band neoprogressive Marillion; vi uscirà nel 1982, ma continuerà a collaborare con la band in qualità di compositore.
Nel 1984 fondò una sua band, chiamata Pride of Passion, che lancerà la carriera di Steven Wilson. Nel 1988, dopo soli due album, la band si scioglie. Nel 1998 si unisce alla band rock progressivo Mandoki Soulmates, che abbandonerà nel 2003.
All'inizio degli anni novanta inizia inoltre una collaborazione con l'ex cantante dei Marillion Fish,
e nel 2005 incide il suo primo album solista, 3 albums.

## Discografia

### Solista
- 2005 - 3 albums
- 2008 - Playlist:Rock

### Con i Mandoki Soulmates
- 1999 - People in Room No.8
- 2002 - Soulmates
- 2003 - Soulmates Classics

### Con i Pride of Passion
- 1985 - Pride of Passion
- 1987 - Favourite Pleasure

### Collaborazioni (parziale)
- 1994 – Suits - Fish
- 1997 – Sunsets on Empire - Fish
- 1999 – Raingods with Zippos - Fish
- 2001 – Fellini Days - Fish